# Jerzy Gronostajski
Jerzy Zbigniew Gronostajski (ur. 28 października 1933, zm. 14 listopada 2007) – polski inżynier mechanik. Absolwent Politechniki Wrocławskiej. Od 1976 r. profesor na Wydziale Mechanicznym Politechniki Wrocławskiej. Doktor honoris causa uniwersytetu w Bacău (2001). Pochowany na Cmentarzu Świętej Rodziny we Wrocławiu.

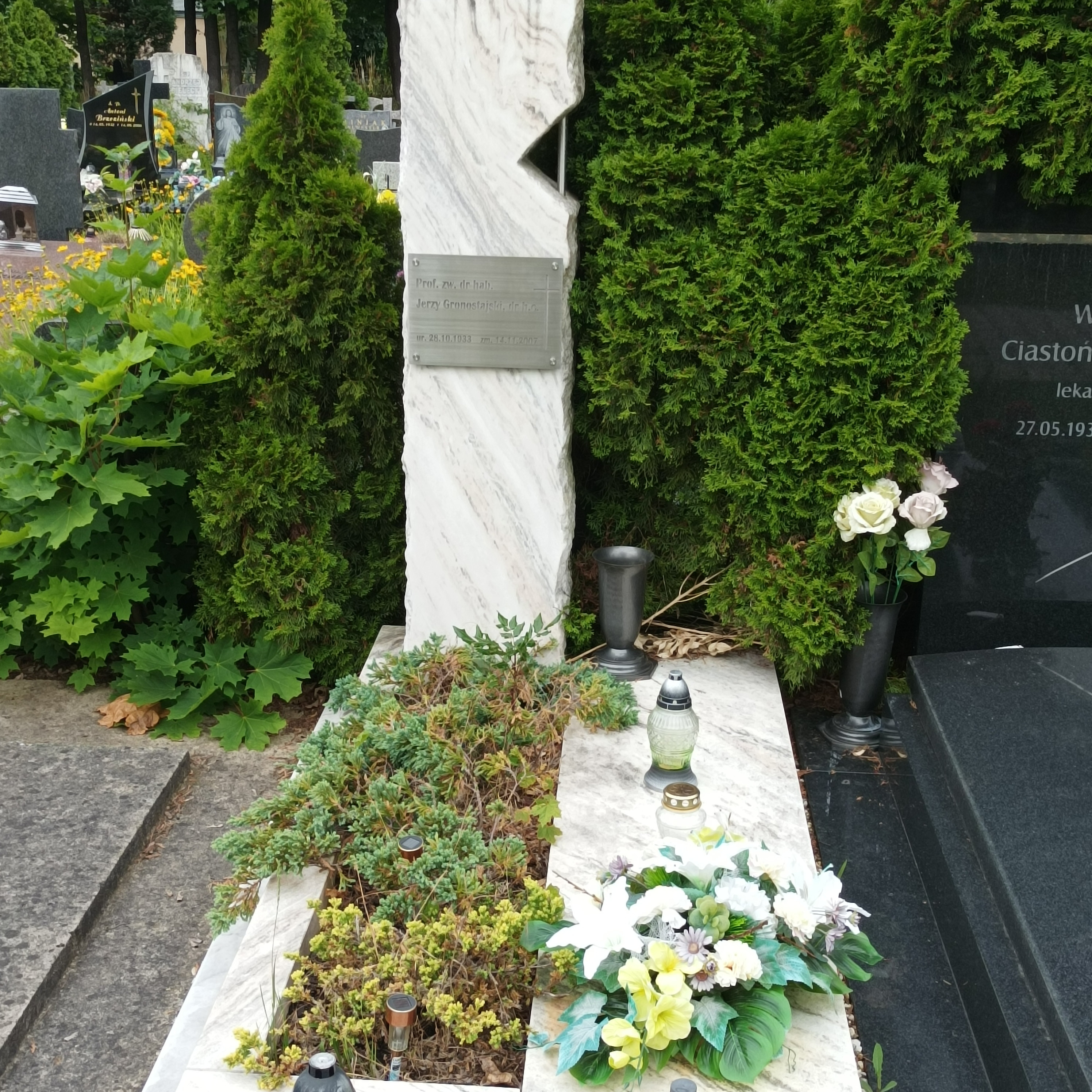
Grób prof. Jerzego Gronostajskiego na Cmentarzu Świętej Rodziny we Wrocławiu